# Maximiliano Velazco
Ramón Maximiliano Velazco (Villa Constitución, Santa Fe, Argentina; 8 de marzo de 1995) es un futbolista argentino. Se desempeña como arquero y su club actual es San Martín de San Juan de la Primera División de Argentina.

## Trayectoria
En julio de 2013 realizó su primera pretemporada con la primera de River Plate bajo las órdenes de Ramón Díaz en la provincia de Salta.
Velazco idolatra a Marcelo Barovero (quien fue el arquero titular de River hasta 2016), y este le daba consejos en los entrenamientos.
Debutó en el primer equipo del club, el 25 de mayo, día del aniversario del club, en un partido de la sexta fecha de la fase de grupos de la Copa Libertadores en la que su equipo cayó ante Independiente de Medellín por 2-1, manteniendo un buen desempeño durante el partido.
Sin oportunidades en el primer equipo, fue cedido a préstamo por una temporada a Arsenal, donde no pudo ganarse un puesto en el equipo titular.
En julio de 2018 vuelve a ser cedido un año a préstamo a Defensores de Belgrano para afrontar la B Nacional.
En julio de 2019 es nuevamente cedido un año a préstamo a Defensores de Belgrano.
En enero de 2020 es confirmada su cesión como al Cobreloa chileno. Al año siguiente, es adquirido por el conjunto loíno.
En dicha escuadra permanece hasta 2022, cuando se confirma su cesión por una temporada, a Deportes Santa Cruz.

## Estadísticas

### Clubes
| Club                             | Div.                | Temporada           | Liga | Liga | Liga | Copas nacionales | Copas nacionales | Copas nacionales | Torneos internacionales | Torneos internacionales | Torneos internacionales | Total | Total | Total |
| Club                             | Div.                | Temporada           | PJ   | GR   | VI   | PJ               | GR               | VI               | PJ                      | GR                      | VI                      | PJ    | GR    | VI    |
| -------------------------------- | ------------------- | ------------------- | ---- | ---- | ---- | ---------------- | ---------------- | ---------------- | ----------------------- | ----------------------- | ----------------------- | ----- | ----- | ----- |
| River Plate Argentina            | 1.ª                 | 2016-17             | —    | —    | —    | —                | —                | —                | 1                       | -2                      | 0                       | 1     | -2    | 0     |
| River Plate Argentina            | Total               | Total               | 0    | 0    | 0    | 0                | 0                | 0                | 1                       | -2                      | 0                       | 1     | -2    | 0     |
| Arsenal Argentina                | 1.ª                 | 2017-18             | 2    | -6   | 0    | —                | —                | —                | —                       | —                       | —                       | 2     | -6    | 0     |
| Arsenal Argentina                | Total               | Total               | 2    | -6   | 0    | 0                | 0                | 0                | 0                       | 0                       | 0                       | 2     | -6    | 0     |
| Defensores de Belgrano Argentina | 2.ª                 | 2018-19             | 24   | -24  | 9    | —                | —                | —                | —                       | —                       | —                       | 24    | -24   | 9     |
| Defensores de Belgrano Argentina | 2.ª                 | 2019-20             | 8    | -7   | 3    | —                | —                | —                | —                       | —                       | —                       | 8     | -7    | 3     |
| Defensores de Belgrano Argentina | Total               | Total               | 32   | -31  | 12   | 0                | 0                | 0                | 0                       | 0                       | 0                       | 32    | -31   | 12    |
| Cobreloa · Chile                 | 2.ª                 | 2019                | 1    | -2   | 0    | —                | —                | —                | —                       | —                       | —                       | 1     | -2    | 0     |
| Cobreloa · Chile                 | 2.ª                 | 2020                | 25   | -31  | 8    | —                | —                | —                | —                       | —                       | —                       | 25    | -31   | 8     |
| Cobreloa · Chile                 | 2.ª                 | 2021                | 28   | -31  | 9    | 2                | -2               | 0                | —                       | —                       | —                       | 30    | -33   | 9     |
| Cobreloa · Chile                 | 2.ª                 | 2022                | 2    | -4   | 0    | —                | —                | —                | —                       | —                       | —                       | 2     | -4    | 0     |
| Cobreloa · Chile                 | Total               | Total               | 58   | -68  | 17   | 2                | -2               | 0                | 0                       | 0                       | 0                       | 60    | -70   | 17    |
| Deportes Santa Cruz · Chile      | 2.ª                 | 2023                | 28   | -34  | 8    | —                | —                | —                | —                       | —                       | —                       | 28    | -34   | 8     |
| Deportes Santa Cruz · Chile      | Total               | Total               | 28   | -34  | 8    | 0                | 0                | 0                | 0                       | 0                       | 0                       | 28    | -34   | 8     |
| San Luis · Chile                 | 2.ª                 | 2024                | 21   | -36  | 5    | 1                | -2               | 0                | —                       | —                       | —                       | 22    | -38   | 5     |
| San Luis · Chile                 | Total               | Total               | 21   | -36  | 5    | 1                | -2               | 0                | 0                       | 0                       | 0                       | 22    | -38   | 5     |
| San Martín (SJ) Argentina        | 1.ª                 | 2025                | 0    | 0    | 0    | 0                | 0                | 0                | —                       | —                       | —                       | 0     | 0     | 0     |
| San Martín (SJ) Argentina        | Total               | Total               | 0    | 0    | 0    | 0                | 0                | 0                | 0                       | 0                       | 0                       | 0     | 0     | 0     |
| Total en su carrera              | Total en su carrera | Total en su carrera | 141  | -175 | 42   | 3                | -4               | 0                | 1                       | -2                      | 0                       | 145   | -181  | 42    |
| 1. 2. 3.                         |                     |                     |      |      |      |                  |                  |                  |                         |                         |                         |       |       |       |

## Palmarés

### Campeonatos nacionales
| Título         | Club        | País      | Año     |
| -------------- | ----------- | --------- | ------- |
| Copa Argentina | River Plate | Argentina | 2015/16 |

### Campeonatos internacionales
| Título              | Club        | Sede         | Año  |
| ------------------- | ----------- | ------------ | ---- |
| Recopa Sudamericana | River Plate | Buenos Aires | 2016 |

### Otros logros
| Torneo                       | Club        | País      | Año  |
| ---------------------------- | ----------- | --------- | ---- |
| Torneo de Reserva Transición | River Plate | Argentina | 2014 |

### Distinciones individuales
| Distinción                | Año  |
| ------------------------- | ---- |
| Mejor Portero Weifang Cup | 2014 |